# Jailbreak (iOS)

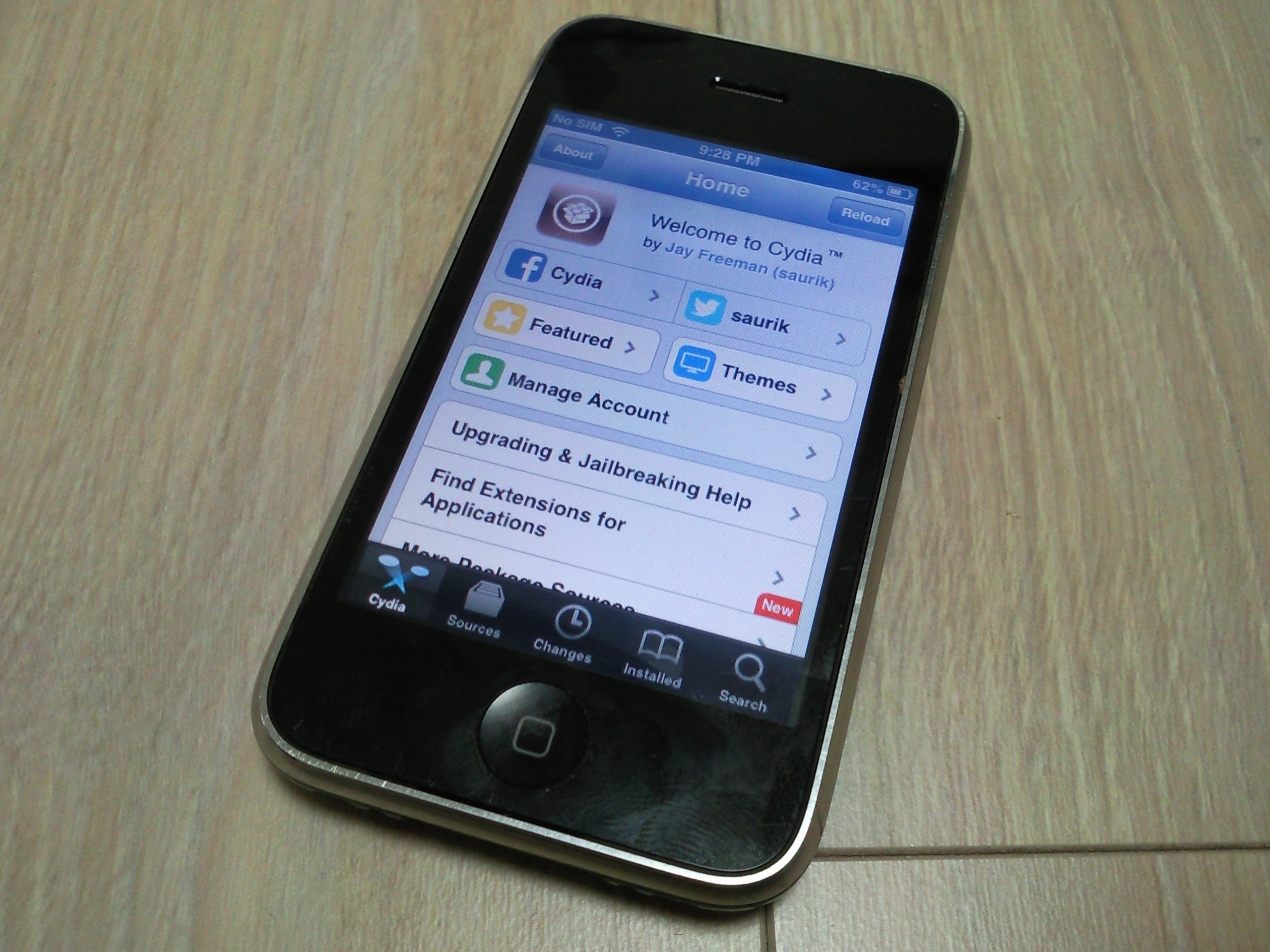
Softwareverwaltung Cydia: Bei einem Jailbreak wird meistens Cydia zum Download von Modifikationen und Programmen installiert.

Jailbreak (englisch für „Gefängnisausbruch“) bezeichnet das nicht-autorisierte Entfernen von Nutzungsbeschränkungen bei Computern, deren Hersteller bestimmte Funktionen serienmäßig gesperrt hat. Der Begriff entstand ursprünglich mit Bezug auf die Virtualisierungsumgebung von FreeBSD. Populär wurde er durch den Jailbreak der Apple-Mobilgeräte, die das Betriebssystem iOS verwenden (iPhone, iPod touch, iPad und Apple TV). Apple verfolgt ein striktes Closed-World-Geschäftsmodell, was bedeutet, dass im Serienzustand auf den Geräten nur Software aus dem firmeneigenen App Store installiert werden kann. Bei Geräten mit Linux oder dem damit verwandten Betriebssystem Android ist der Begriff Rooten gebräuchlich. Im nachfolgenden Artikel wird ausschließlich auf iOS-Geräte eingegangen.
Mittels entsprechender Software wird bei einem Jailbreak das Betriebssystem Apple iOS modifiziert, um erweiterte, sogenannte Root-Zugriffsrechte auf interne Funktionen sowie das Dateisystem zu erhalten. Im Serienzustand der Geräte ist dies nicht möglich. Anschließend wird von den meisten Jailbreaking-Programmen eine Softwareverwaltung (meistens Cydia) aufgespielt, mit welcher beliebige, auch vom Hersteller Apple nicht freigegebene Software installiert werden kann. Da iOS auf dem Unix-artigen Betriebssystem Darwin basiert, erhält der Benutzer mit dem Jailbreak gleichzeitig Administrator-Zugriff auf ein vollwertiges Unix-Betriebssystem. Dieses kann etwa über Kommandozeilen-Tools genutzt werden.

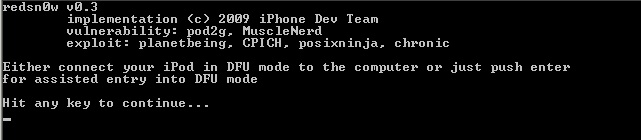
Redsn0w 0.3
Eine kommandozeilenbasierte Jailbreaking-Software aus dem Jahr 2009

## Geschichte
Die erste Jailbreak-Methode wurde am 10. Juli 2007 von der Hacker-Gruppe iPhone Dev Team bekanntgemacht, die bisher die meisten Jailbreaks entwickelt hat. Diese Lücke des iPhone-Betriebssystems wurde mit dem ersten Jailbreaking-Programm iBrickr erstmals in einem einfach bedienbaren GUI nutzbar gemacht. Die Funktion von iBrickr beschränkte sich jedoch anfangs auf das Installieren und Löschen von Klingeltönen auf dem iPhone. Mit Updates wurde diese Funktion später auch standardmäßig in iOS integriert. Nach dem Erscheinen der iPhone-Software-Version 1.1.x wurde auch für diese ein öffentlicher Jailbreak sowie ein Baseband-Unlock entwickelt, was dazu führte, dass Apple die dafür genutzte Sicherheitslücke schloss. In der Folge begann ein Wechselspiel aus gefundenen Jailbreak-Methoden und dem Sperren dieser Angriffspunkte durch den Hersteller Apple, der dies jeweils in neuen Betriebssystem-Versionen integrierte.
- Während zu Anfangszeiten der iOS-Jailbreaks die meisten aufwändigeren Jailbreaking-Programme teilweise kommandozeilenbasiert[6] und noch recht kompliziert waren, wurde der Vorgang mit der Zeit immer einfacher. Dies mündete in auch für unversierte Benutzer einfacher zu bedienenden Programmen zum Durchführen des Jailbreaks, wie zum Beispiel QuickPWN im Frühjahr 2009[7] und dem Ende 2009 vom Hacker George Hotz („GeoHot“) für iPhone OS 3.1 entwickelten ersten One-Click-Jailbreak blackra1n, mit dem man jedes iOS-Gerät mithilfe nur eines Klicks mit einem Jailbreak versehen konnte. Am 11. August 2010 veröffentlichte Apple erstmals iOS-Versionen (4.0.2 für das iPhone und iPod Touch und iOS 3.2.2 für das iPad), die ausschließlich Sicherheitslücken schlossen, um einen Jailbreak zu verhindern. Bereits einen Monat später (8. September 2010) fand ein Mitglied des Chronic Dev Team eine neue Sicherheitslücke (SHAtter Exploit). Es war der erste „Boot-ROM exploit“, den Apple nur durch die Änderung der Hardware verhindern könnte. Dieser kam jedoch nie zum Einsatz, da George Hotz den Limera1n-Exploit zuvor veröffentlichte. Ende 2011 schloss Apple mit iOS 5 Lücken im Signatursystem von iOS, um den Downgrade auf ältere Firmwares endgültig zu verhindern. Von 2012 bis Ende 2013 erschienen verschiedene Jailbreaking-Programme, die nach dem Prinzip von George Hotz’ blackra1n funktionierten und einen Userland-Exploit verwendeten.[8][9][10][11] Am 18. Mai 2014 zeigte der deutsche Entwickler Stefan Esser in einem Post auf Twitter erstmals einen Jailbreak für iOS 7.1.1.[12] Dieser Jailbreak verwendet einen Bug im Kernel von iOS und wurde mit der Software Pangu Ende Juni 2014 für die Öffentlichkeit nutzbar gemacht. Im Juni 2015 veröffentlichte das chinesische Entwicklerteam des TaiG-Jailbreaks mehrere Jailbreak-Anwendungen für verschiedene Versionen von iOS 8.[13] Am 14. Oktober 2015 folgte der erste öffentliche Jailbreak für iOS 9, entwickelt vom chinesischen Pangu-Team.[14][15] Im Februar 2017 wurde ein Jailbreak für iOS 10.2 von Luca Todesco veröffentlicht.[16] Der aktuellste Jailbreak ist für iOS 11.0 bis 14.3 (bedingt bis iOS 14.8) verfügbar und wurde von pwn20wnd unter dem Namen Unc0ver entwickelt. Unterstützt werden bei diesem Jailbreak alle Geräte, einschließlich des iPhone 11, 11 Pro, 11 Pro Max und SE 2 (2020).[17] Am 10. November 2019 wurde der Jailbreak checkra1n veröffentlicht.[18] Dieser nutzt das checkm8 Boot-Rom-Exploit und unterstützt alle A5-A11 SoC Geräte vom iPhone 5s bis zum iPhone X (beim iPhone X ab iOS 14.0 nur mit deaktiviertem FaceID), sowie auch den AppleTV 4 und AppleTV 4K 1. Gen., wobei bei letzterem eine Hardware Modifikation namens USB breakout cable durchgeführt werden muss. Im November 2020 wurde der Jailbreak Odyssey veröffentlicht, der für mobile Apple-Geräte mit dem Betriebssystem iOS 13 funktioniert.[19] Im November 2021 erschien von Linus Henze Fugu14, der bis dato letzte untethered Jailbreak für iOS-Geräte, welcher vorerst nur mit arm64e Geräten (iPhone XS und neuer) und den iOS Versionen 14.3 – 14.5.1 kompatibel ist.

## Verbreitung
Die Verbreitung des Jailbreaks ist eher gering. So wurden laut Apple von Oktober bis Dezember 2011 rund 37 Millionen iPhones abgesetzt. Drei Tage nach dem Erscheinen des Jailbreaks für iOS 5.0.1 wurden rund 491.000 iPhone 4S gezählt, auf denen Cydia installiert war, was einem Anteil von 1,3 Prozent aller bis dahin produzierten iPhone-4S-Geräte entspricht. Laut Cydia-Entwickler Jay Freeman wurden vom 4. bis 8. Februar 2013 rund 5,15 Millionen iOS 6.0 und 6.1 iPhones mit dem Evasi0n-Jailbreak versehen, was einem Anteil von 3,6 Prozent aller jemals hergestellten iPhones entspricht, auf denen iOS 6 aufgespielt werden kann. Apple setzte von 2007 bis 2013 insgesamt über 700 Millionen iOS-Geräte ab, davon war im März 2013 auf etwa 23 Millionen ein Jailbreak installiert. Das entspricht einem Gesamtanteil von 3,3 Prozent aller jemals produzierten iOS-Geräte. Mit etwa 8 Millionen Geräten war 2013 das iPhone 4 das am häufigsten mit einem Jailbreak versehene Gerät.

## Vorgang

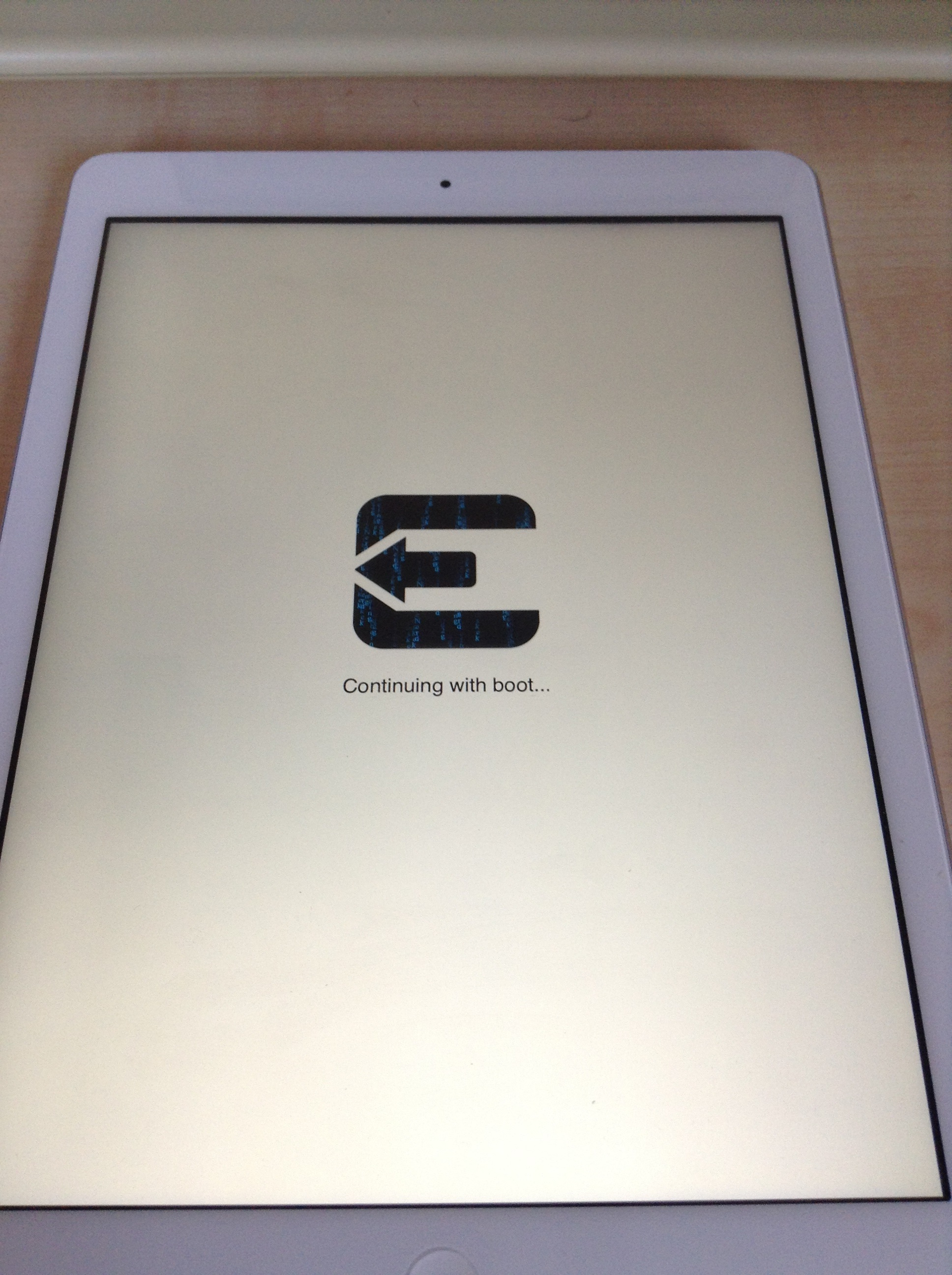
Evasi0n7 Jailbreak auf einem iPad Air

Es gibt mehrere Möglichkeiten, das Endgerät zu jailbreaken. Meistens wird dazu ein PC oder Mac benötigt, auf dem das Jailbreaking-Programm läuft. Das Jailbreaking-Programm nutzt entweder Schwachstellen im iOS-Betriebssystem oder Designfehler der Hardware aus. Während die ersten Jailbreaks meist ausschließlich einen Hardwarefehler nutzten und im niedrigsten Betriebszustand des iOS-Geräts, genannt DFU Mode, installiert wurden, der eigentlich für die Installation von iOS vorgesehen ist, gibt es heute sowohl Jailbreaks, die im DFU Mode, als auch solche, die bei hochgefahrenem Betriebssystem installiert werden. Dazu wird bei Jailbreaks im DFU Mode eine RAM-Disk in den Speicher geladen, die ein kleines Betriebssystem enthält, das dann das eigentliche iOS-System modifiziert. Jailbreaks im hochgefahrenen Betriebssystem nutzen einen Fehler direkt in iOS, genannt Userland-Exploit, sodass vom Jailbreaking-Programm vom PC aus Modifikationen vorgenommen werden können. Eine RAM-Disk kann hier nicht geladen werden, da das iOS-Betriebssystem bereits gestartet ist und somit den Arbeitsspeicher belegt. Es gibt jedoch auch einige wenige Jailbreaks, die ohne das Verwenden eines PC oder Mac direkt auf dem Gerät ablaufen, z. B. über den Safari-Browser. Diese Userland-Exploits können von Apple im Gegensatz zu Schwachstellen in der Hardware mit einem Softwareupdate behoben werden.
Nach einem Jailbreak sind Nutzer nicht mehr an den App Store gebunden. Sie können dann Anwendungen von anderen Anbietern, etwa über den Cydia-Paket-Manager, auf ihrem Gerät installieren. Cydia hat sich gegen Konkurrenten wie Installer, Icy oder Rock durchgesetzt. Die Möglichkeit, ein bestimmtes Gerät mit einem Jailbreak zu versehen, hängt von der Firmware-Version und dem verwendeten Gerät ab.
Wird mit einem Jailbreak der Paketmanager Cydia installiert, muss dieser zu Anfang meist aktualisiert werden. Viele Jailbreak-Programme laden beim Jailbreakvorgang nicht die neueste Version des Paketmanagers, sondern installieren eine zum Veröffentlichungsdatum der Jailbreak-Software aktuelle Version von Cydia. Es ist üblich, dass besonders in den ersten Wochen nach dem Erscheinen einer neuen Jailbreak-Variante viele Systemaktualisierungen erscheinen, wodurch die vom Jailbreak-Programm gelieferte Version von Cydia schnell obsolet ist. Neben der eventuell nötigen Aktualisierung ist ebenfalls eine Vorbereitung des Dateisystems vonnöten. Dabei werden die Standardapplikationen von iOS in ein neues Verzeichnis verschoben. Anwendungen aus Cydia werden ebenfalls in dieses Verzeichnis installiert und sind standardmäßig nicht im Anwendungsverzeichnis des Benutzerordners zu finden.

### Mit dem Jailbreak versehbare iOS-Versionen
Für den Jailbreak wird eine kompatible iOS-Version vorausgesetzt, da die genutzten Sicherheitslücken in nachfolgenden Versionen oft geschlossen werden. In dieser Übersicht werden nur die neuesten Builds von iOS und deren Jailbreakstatus aufgeführt.
| Gerät                             | Apple TV 2G                  | Apple TV 3G                 | iPhone 4             | (nur 32-Bit) iPad 2 und neuer iPad mini und neuer iPhone 4s und neuer iPod touch 5G und neuer | (nur 64-Bit) iPhone 5S und neuer iPad mini 2 und neuer iPad Air und neuer iPad Pro |
| --------------------------------- | ---------------------------- | --------------------------- | -------------------- | --------------------------------------------------------------------------------------------- | ---------------------------------------------------------------------------------- |
| aktuelle iOS-Version              | 6.2.1 / 7.1.2 (Build 11D258) | 16.3.2 / 18.5 (Build 12F69) | 7.1.2 (Build 11D257) | 10.3.3                                                                                        | 13.1                                                                               |
| frühere iOS-Versionen             | -                            | -                           | -                    | -                                                                                             | 12.4                                                                               |
| Öffentlicher Jailbreak verfügbar? | Ja                           | Ja                          | Ja                   | Ja                                                                                            | Ja                                                                                 |

### Variationen
Beim Jailbreak wird zwischen verschiedenen Variationen unterschieden:
- Bei Tethered-Jailbreaks wird beim Start des Mobilgeräts ein angeschlossener Rechner benötigt, auf dem das Jailbreak-Programm das Mobilgerät beim Bootvorgang unterstützt. Ein solcher Jailbreak ist heute nicht mehr anzutreffen, er wurde vom Semi-Tethered Jailbreak verdrängt.
- Bei Untethered-Jailbreaks ist das Gerät in der Lage, allein zu booten.
- Bei Semi-Tethered-Jailbreaks kann das Gerät selbständig booten, danach sind aber sämtliche Programme, die einen Jailbreak voraussetzen, nicht verfügbar. In vielen Fällen ist auch Safari nicht benutzbar. Um dennoch im Internet surfen zu können, kann ein alternativer Browser aus dem App Store nachinstalliert werden.
- Jailbreaks, die eine Installation von Cydia nicht beinhalten, sind meistens Entwicklerversionen zum Testen von Software oder in einer RAM-Disk laufende Mini-Betriebssysteme, die vom PC Befehle erwarten. Sie verändern das Betriebssystem nicht und werden nur im RAM ausgeführt. Eine Voraussetzung dafür ist ein Bootrom-Exploit.
- Bei Semi-Jailbreaks werden einige Funktionen eines Jailbreaks aktiviert, wie z. B. die installation bestimmter Tweaks, allerdings ohne Cydia. Oft beinhalten diese auch nur beschränkte Funktionalität.

### Unlock

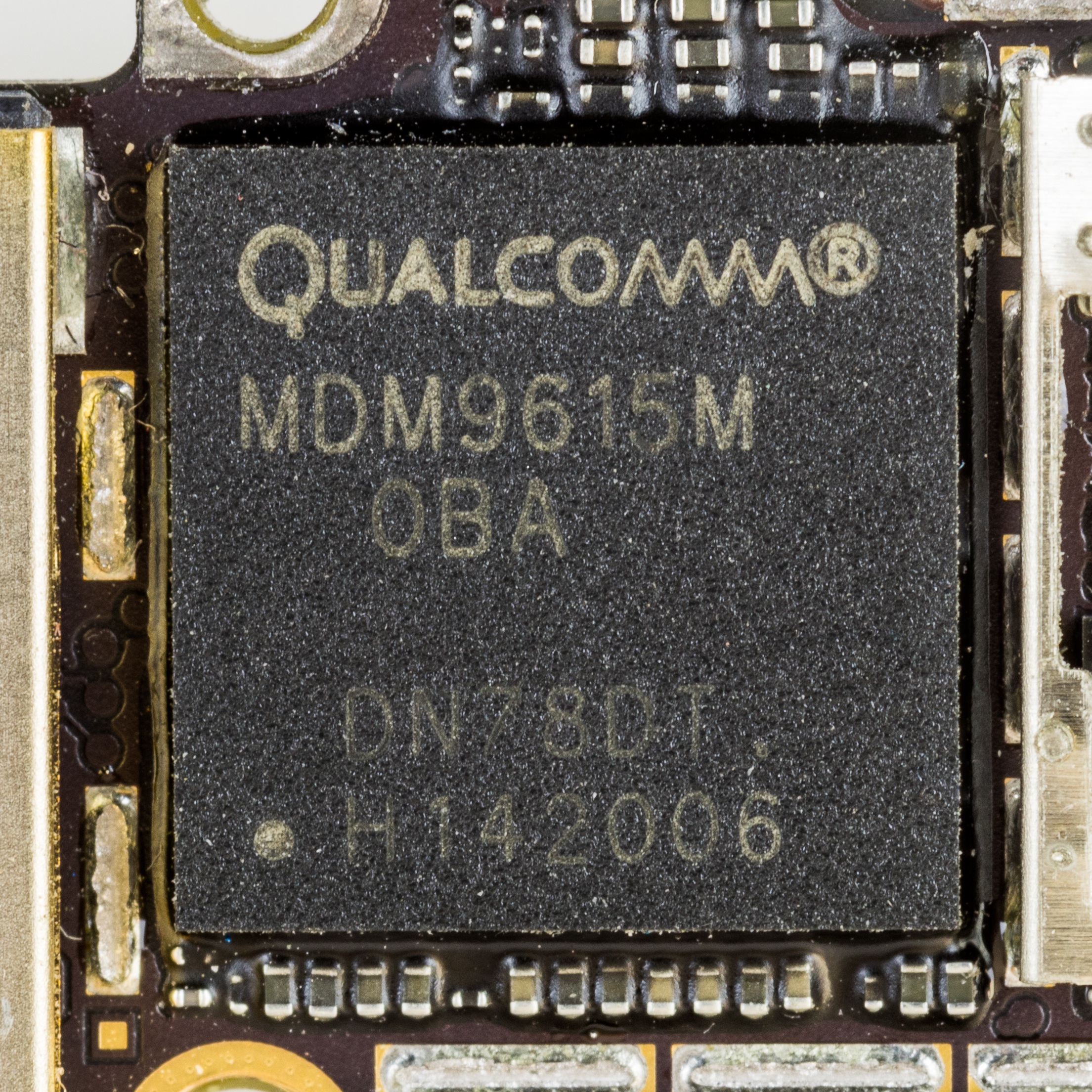
Qualcomm MDM9615
Baseband-Prozessor eines iPhone 5

Im weiteren Sinne ist ein Jailbreak auch die Voraussetzung, um die Bindung der SIM-Karte an einen bestimmten Telefonanbieter, beispielsweise die Deutsche Telekom in Deutschland, ohne Entgelt und vor dem bei einigen Anbietern vertraglich geregelten Laufzeitende des SIM-Locks aufzuheben, ein sogenannter Unlock. Ein Unlock beziehungsweise das Unlocken oder Entsperren des iPhones ist nicht mit Jailbreaking gleichzusetzen; iOS kann mit einem Jailbreak versehen werden, ohne dass der SIM-Lock aufgehoben wird. Die Freischaltung des SIM-Locks ist nicht bei allen Geräten möglich; es gibt verschiedene Methoden, ein iPhone oder iPad zu entsperren:

#### Baseband-Unlock
Das iPhone verwendet eine Konstruktion mit einem Applikationsprozessor und einem Baseband-Prozessor. Der Applikationsprozessor führt das Hauptbetriebssystem iOS und dessen Anwendungen aus, während der Baseband-Prozessor im Modem für die Kommunikation mit dem Handynetz zuständig ist. Das Modem hat ein eigenes Betriebssystem, welches parallel zu iOS ausgeführt wird. In iOS wird es Modem-Firmware genannt. Ein Baseband-Unlock nutzt einen Programmierfehler in der Modem-Firmware oder einen Hardwarefehler im Baseband-Prozessor aus. Apple hat mit dem Einsatz neuer Modems alle in der Vergangenheit aufgetretenen Schwachstellen sowohl in Hard- als auch in Software geschlossen, sodass seit September 2010 kein neuer Baseband-Unlock entwickelt wurde. Das Interesse an Unlocks hat ebenfalls nachgelassen, da Apple mittlerweile die meisten Geräte ohne SIM-Lock ausliefert.

#### NCK-Unlock
Über den Network-Control-Key-Code kann das Gerät dauerhaft entsperrt werden. Beim iPhone besteht dieser Code aus der IMEI-Nummer und vielen diversen Hardware-Seriennummern sowie einer willkürlichen, fünfstelligen Zahl. Im Normalfall wird der NCK-Code über Apple auf das Handy installiert, um die offizielle Entsperrung zu ermöglichen. Das „iPhone Dev-Team“ hatte entdeckt, dass sich nahezu der gesamte Code leichter auslesen ließ, als damals erwartet. Dies wurde mit dem SAM-Unlock (Subscriber Artificial Module) des Entwicklers Sam Bingner zu einem dauerhaften Unlock weiterentwickelt. Einmal mit SAM entsperrte iPhones bleiben theoretisch für immer ohne SIM-Lock. Inzwischen hat Apple die Schwachstelle wieder geschlossen und einige Quellen berichten, dass der SAM-Unlock auf bereits entsperrten Geräten nur noch bis 2015 funktionieren könne, und danach wieder ein SIM-Lock auf dem Gerät installiert werde.

#### Legaler Unlock
Apple kann jedes iPhone nach Belieben für alle Netze freischalten. Wird die Entsperrung eines iPhone beim Netzbetreiber eingereicht, muss dieser die IMEI-Nummer des zu entsperrenden Geräts bei Apple anzeigen. Ist das Gerät bei Apple durch den Netzbetreiber erfolgreich zum Entsperren eingetragen, wird es beim nächsten Synchronisieren mit iTunes für alle Netze freigeschaltet.

### Downgrade

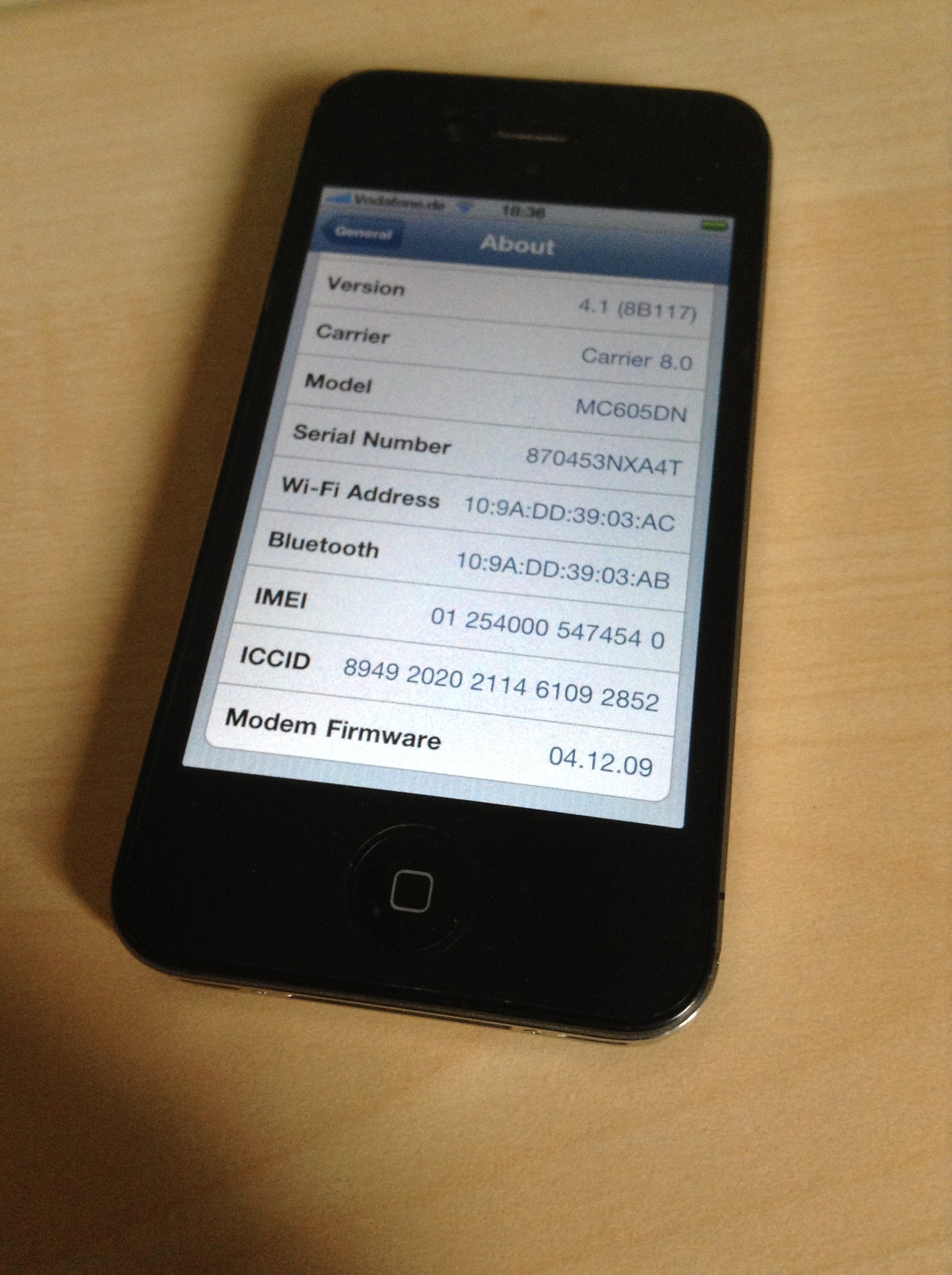
iPhone 4, dessen iOS-Version von 7.1.2 auf 4.1 wiederhergestellt wurde. Die Modem-Firmware wird dabei nicht zurückgespielt, die Modem-Firmware 04.12.09 von iOS 7 bleibt weiterhin installiert.

Downgrade bedeutet in diesem Zusammenhang, dass man die vorhandene Firmware oder Betriebssoftware eines Geräts auf eine ältere Version zurückstuft, beispielsweise bei Apple-Geräten von der iOS-Version 4.0 auf 3.1. Dies ist sinnvoll, wenn es für die ältere iOS-Version bereits einen Jailbreak gibt, für die neuere aber (noch) nicht. Dafür werden vorher gesicherte Signaturdateien zur iOS-Installation, sogenannte SHSH-Blobs benötigt. Namhafte Jailbreak-Entwickler empfehlen, diese vor dem Erscheinen einer neueren iOS-Version zu sichern, da ein nachträgliches Sichern nicht möglich ist. Einsetzen lassen sich SHSH-Blobs nur bei Geräten, welche über den Samsung S5L8930 oder ein älteres SoC verfügen. Eine originale iOS-Firmware lässt sich mit SHSH-Blobs nicht installieren, das Erstellen und Einspielen einer sogenannten CFW (Custom Firmware), die mit den gesicherten SHSH-Blobs signiert wird, ist vonnöten. Mittlerweile ist ein Downgrade jedoch als obsolet zu betrachten, da sich bei Geräten, die neuere SoCs verwenden keine CFW installieren lässt, und aufgrund der eingeführten Beschränkungen der Downgrade bei allen mit iOS 8 kompatiblen Geräten nicht möglich ist. Deswegen hat das Sichern der SHSH-Blobs heute die Relevanz verloren.

## Systemzustände

### DFU Mode
Der DFU Mode, Abkürzung für Device-Firmware-Upgrade Mode ist der niedrigste oder auch Basis-Betriebszustand jedes iOS-Geräts. Der DFU Mode ist in der Hardware integriert und bietet die Möglichkeit, Betriebssysteme zu installieren. Im DFU Mode ist der Bildschirm des Geräts ausgeschaltet. Der Modus kann nicht durch Software ausgelöst werden, mit Ausnahme von speziell modifizierten Firmwares, die nach der Installation direkt im DFU Mode booten. Bis zum iPhone 3GS wurden alle iOS-Geräte im DFU Mode ausgeliefert, iOS musste anschließend durch den Benutzer selbst installiert werden.

### Recovery Mode
Der Recovery Mode ist der Wiederherstellungsmodus für iTunes. iTunes versetzt Geräte vor einem normalen Update von iOS in den Recovery Mode. Er wird deshalb oft mit dem DFU Mode verwechselt. Standardmäßig zeigt der Recovery Mode das Logo der aktuellen iTunes-Version an. Er kann durch das Ändern der Variable auto-boot auf true oder false aktiviert beziehungsweise deaktiviert werden. Er ist im Gegensatz zum DFU Mode softwarebasiert.

### Safe Mode
Der Safe Mode ist der Abgesicherte Modus des Geräts. Er wird mit dem Cydia-Programm Substrate Safe Mode installiert. Der Safe Mode schützt das System vor Abstürzen durch fehlerhafte Software. Funktioniert ein Programm aus Cydia nicht richtig, so wird das Gerät meistens in den Safe Mode versetzt und das fehlerhafte Programm kann deinstalliert werden. Der Safe Mode kann manuell durch Drittprogramme oder den Konsolenbefehl killall -SEGV SpringBoard ausgelöst werden. Wird beim Bootvorgang des Geräts der Volume-Up Knopf gehalten, so bootet das iOS-Gerät direkt in den Safe Mode. Dabei ist jedoch Substrate Safe Mode komplett deaktiviert, sodass im Status Bar nicht wie sonst üblich Exit Safe Mode steht. Durch das Wechseln der Sprache oder das Antippen der Statusbar kann der Safe Mode verlassen werden.

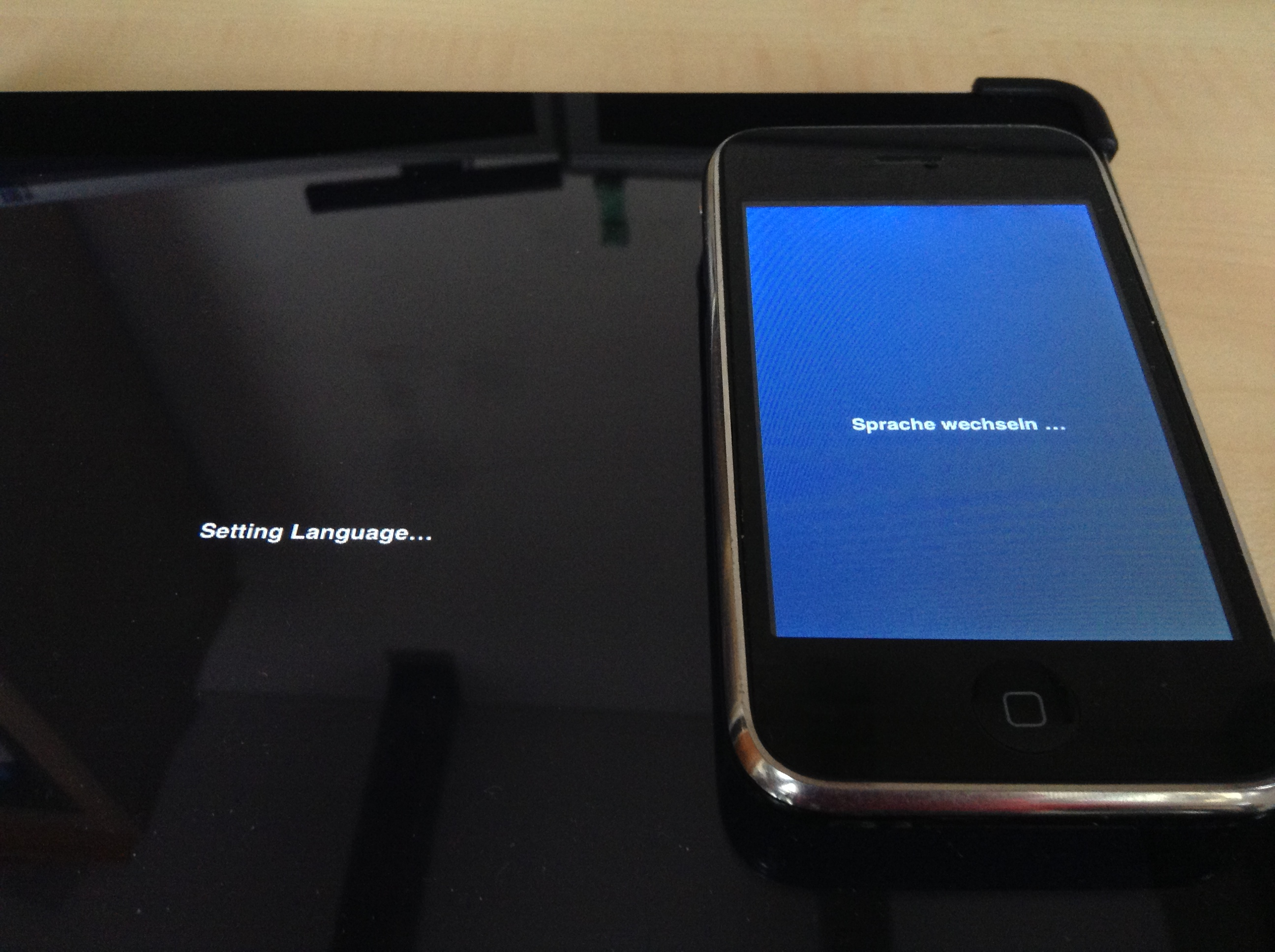
Respring eines iPhone 3GS und iPad 2

### Normal Mode
Der Normal Mode ist der normale Betriebszustand von iOS nach dem Entriegeln mit dem Slide to Unlock Slider.

### Respring
Beim Respring wird die Benutzeroberfläche von iOS, das Springboard neu geladen. Dieser Vorgang wird zum Wechseln der Sprache von iOS ohne Jailbreak unterstützt. Führt man einen Respring aus, so wird im Display Sprache Wechseln angezeigt. Ein Respring kann je nach iOS-Version und Anzahl installierter Programme zwischen wenigen Sekunden und etwa zwei Minuten in Anspruch nehmen. Während des Resprings kann das Gerät nicht bedient werden, es zeigt lediglich Sprache wechseln im Display an. Nach einem Respring sind alle Erweiterungen aus Cydia neu geladen.

## Probleme

### Schadsoftware

#### Schadsoftware durch Repositories
Da die Standardquellen (genannt Repositories oder Repos) von Cydia ebenso wie der App Store einer Zensur durch die Quellenbetreiber unterliegen, ist der Verbreitung von Schadsoftware eine Hürde gesetzt. Apps werden geprüft und bei Bedenken abgelehnt. Seit dem Start von Cydia im Jahr 2008 sind nur wenige Berichte von Schadsoftware aus den Standardquellen bekannt.
Bei anderen durch den Nutzer manuell hinzugefügten Repos, insbesondere Repos mit illegalem Inhalt wie Raubkopien, besteht eine erhöhte Gefahr Schadsoftware zum Opfer zu fallen, da die Kontrolle entfällt und sämtliche Inhalte von Kriminellen angeboten werden. Das Verschwinden von anderen Cydia-Repositories, Protokollierung der Benutzereingaben mit Keyloggern, dauerhafte Werbung durch Adware oder Ausspionieren der Apple-ID sind keine Seltenheit.

#### SSH-Würmer
Eine beliebte und vergleichsweise simple Variante, Schadsoftware auf ein mit einem Jailbreak versehenes iPhone zu installieren, ist die Infektion über den von vielen Nutzern installierten SSH-Dienst OpenSSH. Aus Bequemlichkeit oder Unwissenheit ändern viele Nutzer das bei iOS-Geräten standardmäßig gesetzte Root-Passwort alpine nicht, wodurch ein Wurm mit Root-Berechtigung über SSH auf das iPhone zugreifen und sich selbst aufspielen kann. Der Cydia-Entwickler Jay Freeman empfiehlt deshalb, das root-Passwort schnellstmöglich zu ändern. Bedingung für eine Infektion über SSH ist jedoch, dass sich ein bereits infiziertes Gerät im selben WLAN befindet.
Größere Bekanntheit erlangte der Anfang November 2009 vom 21-jährigen australischen Studenten Ashley Towns programmierte iPhone-Wurm namens ikee. Bereits direkt im Quelltext war vermerkt:

“Why?: Boredom, because i found it so stupid the fact that on my initial scan of my 3G optus range i found 27 hosts running SSH daemons, i could access 26 of them with root:alpine. Doesn't anyone RTFM anymore?”

„Warum?: Langeweile, da ich es so unglaublich dumm fand, dass ich bei meinem ersten Scan innerhalb meiner 3G-Funkzelle 27 Geräte gefunden habe, die SSH-Daemons installiert hatten, und ich mich bei 26 von diesen mit root:alpine einloggen konnte. Liest denn keiner mehr die verdammte Gebrauchsanleitung?“

Towns wollte damit auf das Sicherheitsrisiko des SSH-Dienstes hinweisen.
Am 22. November 2009 berichtete F-Secure von einem neuen Computerwurm namens Ikee.B, welcher auf dem Prinzip von ikee aufbaute, aber die Sicherheitslücke ausnutzte, um Banktransaktionen von mit Jailbreak versehenen iPhones auszuführen.
Die genaue Anzahl an SSH-Würmern lässt sich nicht genau bestimmen, da ein solcher schnell und einfach programmiert werden kann und es kaum gesicherte Informationen über die Verbreitung gibt. Öffentliche WLANs stellen in jedem Fall eine stärkere Infektionsgefahr dar, da hier potentiell viele Geräte angemeldet sind und so die Wahrscheinlichkeit, auf ein infiziertes Gerät zu treffen, steigt.

### Datendiebstahl

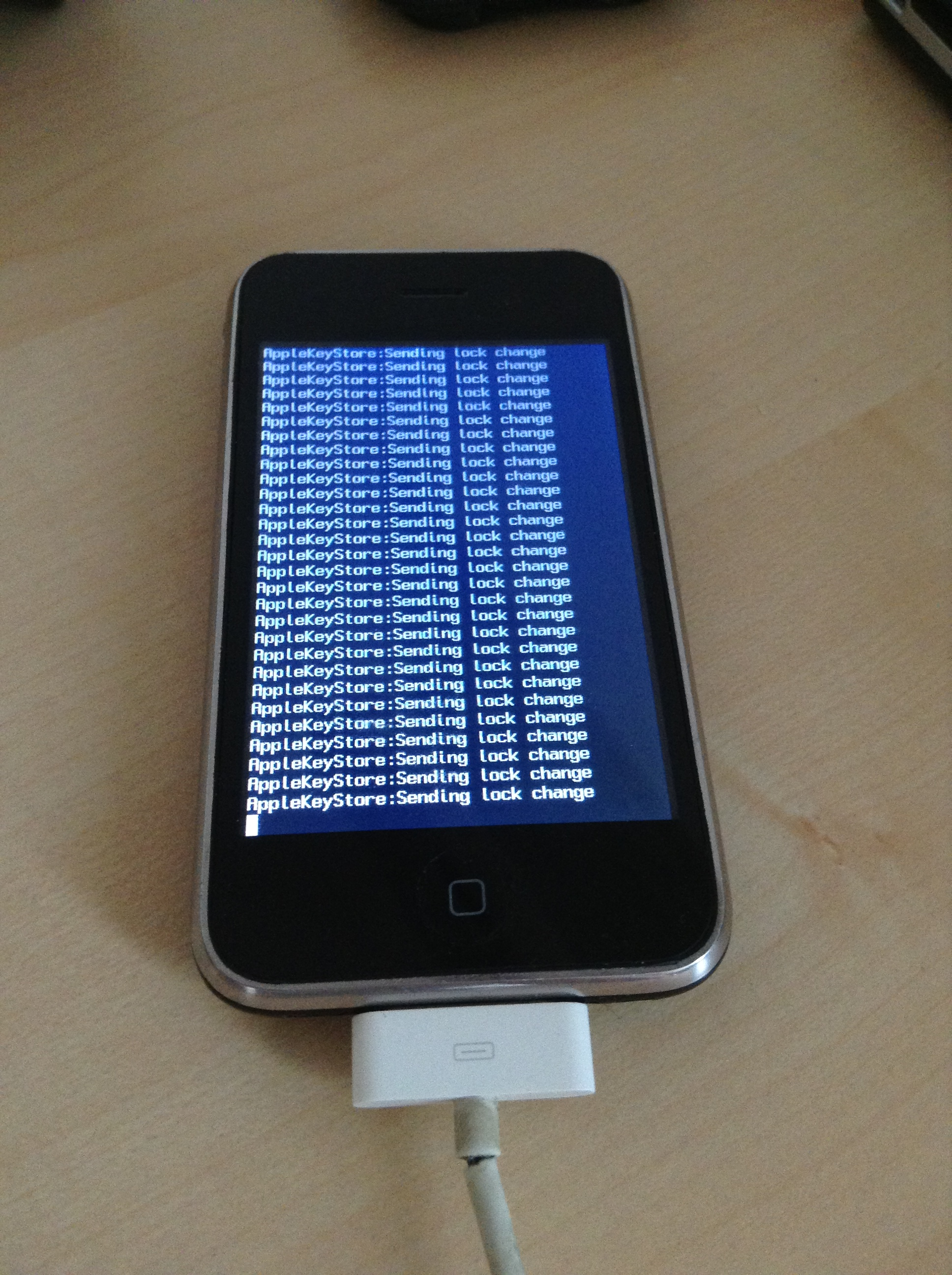
Brute-Force-Angriff auf die Codesperre mithilfe eines Jailbreaks
Der Jailbreak nutzt einen Fehler im S5L8920-SoC aus und kann das Dateisystem und somit auch sämtliche Daten des iPhones per SSH zugänglich machen.

Mit einem speziellen RAM-Disk-Jailbreak lassen sich von Geräten Daten stehlen. Dazu wird im DFU Mode ein Jailbreak in den Speicher des Geräts geladen, der anschließend Zugriff auf das Dateisystem über eine USB-SSH Verbindung ermöglicht. Diese Methode funktioniert bei allen iOS-Geräten, die über einen A4-Chip oder eine ältere CPU verfügen, unabhängig von der installierten iOS-Version. Gegen diese Methode gibt es keinen wirksamen Schutz. Die Codesperre des Geräts kann so auch umgangen werden, da sie gar nicht abgefragt wird. Alternativ lässt sich so auch ein Brute-Force-Angriff auf die Codesperre starten, mit dem diese vollständig entschlüsselt werden kann.

### Systemstabilität
Durch einen Jailbreak kann die Stabilität des iOS-Systems beeinträchtigt werden. Viele Programme aus Cydia belegen Speicher, der im Design von iOS eigentlich als frei zur Verfügung stehender Speicher festgelegt ist. Wird zu viel dieses Speichers von Cydia-Tweaks belegt, so können Systemabstürze verursacht werden oder Apps aus dem App-Store nicht mehr einwandfrei laufen. Ebenso ist eine Verlangsamung des Systems deutlich festzustellen. Dem kann jedoch entgegengewirkt werden, indem Programme aus dem Cydia-Store nur in Maßen installiert werden. Ist dies der Fall, so treten keine Performance-Einbußen auf.
Kurz nach der Veröffentlichung eines neuen Jailbreaks sind die meisten Programme aus dem Cydia-Store noch nicht angepasst, wodurch sie oftmals fehlerhaft oder gar nicht funktionieren.

### Fake-Jailbreaking-Programme

Equis0n
Software, welche einen Jailbreak nur vortäuscht

Mit der steigenden Popularität des Jailbreaks bieten zunehmend dubiose Entwickler Software an, die einen Jailbreak lediglich vortäuscht und daher keinen Nutzen für den Endnutzer hat. Viele dieser, teilweise auch gegen Entgelt angebotenen Programme ahmen populäre Jailbreaking-Programme nach oder installieren ohne Kenntnis des Benutzers Schadprogramme auf dessen Computer. Ebenfalls häufig werden die von den Jailbreak-Entwicklern durchweg gratis zur Verfügung gestellten Programme von Dritten verkauft. Zudem wird die Verbreitung von Fake-Jailbreaking-Programmen dadurch begünstigt, dass Jailbreak-Software in der Regel nicht von offensichtlich zuverlässigen Quellen bezogen werden kann.
Oft werden bei Erscheinen neuer iOS-Firmwareversionen neue Jailbreak-Programme entwickelt, anstatt ältere Jailbreaking-Software weiterzuentwickeln. So ist eines der populärsten Jailbreaking-Programme, Redsn0w seit März 2013 obsolet, da es ohne das Cachen eines älteren Firmware-Images nicht den Umgang mit neueren iOS-Versionen ab 6.0.1 beherrscht. Viele Fake-Jailbreaking-Programme werden in der Folge als untethered Jailbreak oder Unlock für Geräte und iOS-Versionen ausgegeben, für die es bisher keinen öffentlich zugänglichen Jailbreak gibt.

### Garantieverlust
Apple vertritt den Standpunkt, dass durch das Entsperren die Herstellergarantie erlischt. Dies passiert aber nur dann, wenn das Problem, mit dem man das Gerät einschicken möchte, durch den Jailbreak verursacht worden ist.
Über iTunes kann allerdings der ursprüngliche Zustand des Geräts wiederhergestellt und der Jailbreak so entfernt werden.
Bisher sind in Deutschland keine Fälle bekannt, in denen Apple die Garantie im Falle eines Jailbreaks verweigert hat.

## Rezeption

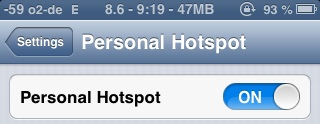
Persönlicher Hotspot von iOS
Der Persönliche Hotspot teilt die GSM-Internetverbindung des iPhones per WLAN. Diese Funktion wurde erst mit iOS 4.3 eingeführt, vorher stellten nur Programme aus Cydia diese Funktionalität bereit. Mit iOS 4.3 wurden solche Programme dadurch obsolet.

Der Jailbreak von iOS wird immer wieder in den Medien, gerade IT-Fachzeitschriften thematisiert. Dabei fällt das Fazit nicht immer nur positiv aus. Apple selbst warnt vor möglichen Komplikationen, die ein Jailbreak mit sich bringen kann, auch andere Quellen berichten von Nachteilen, überwiegend in puncto Sicherheit und Systemstabilität. Die Funktionen, die durch Software aus dem Cydia-Store geboten werden, sind nach Ansicht einiger Quellen mittlerweile in iOS integriert, wodurch es immer weniger Gründe gäbe, einen Jailbreak zu installieren. Ebenfalls wird das Erlöschen der Herstellergarantie durch einen Jailbreak oft als negativ gesehen.
Gegen Ende des Jahres 2013 geriet der Jailbreak in die Kritik, da zu dem Evasi0n7-Jailbreak auf Geräten, die als Systemsprache Chinesisch eingestellt hatten, ein alternativer chinesischer App Store installiert wurde (TAiG), der teilweise raubkopierte Apps anbot. Die Anbieter dieses App Stores boten viel Geld an, damit die Software zusammen mit dem Jailbreak installiert wird. Auf Twitter gab es daraufhin einen Shitstorm gegen die Ersteller des Jailbreaks, die evad3rs, die sich nachfolgend entschuldigten und TAiG aus dem Evasi0n-Jailbreak entfernt haben.

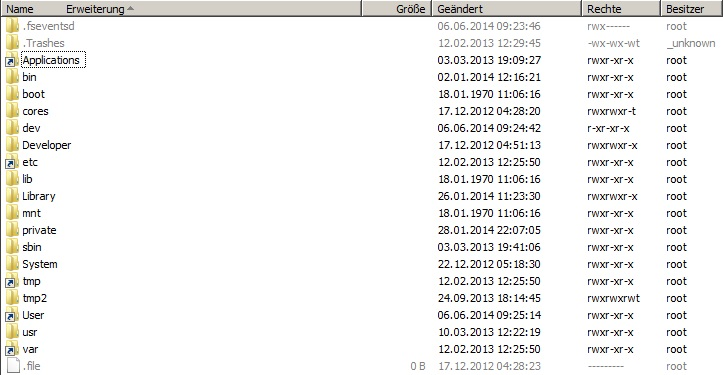
Dateisystem eines iPhones
Das Dateisystem des iPhones ist nur per Jailbreak vollständig zugänglich.

Viele Quellen sehen im Jailbreak einen Vorteil. Die Möglichkeiten, beliebige Apps zu installieren und freien Zugriff auf das Dateisystem zu haben, werden gelobt, die Zeit betitelte in ihrer Onlineausgabe einen Artikel zum Thema Jailbreak mit „Mehr Freiheit für iPad und iPhone“. Die negative Kritik am Jailbreak wird von derartigen Quellen oft mit der Begründung neutralisiert, dass bei einer maßvollen Anwendung des Jailbreaks kaum Probleme auftreten würden, oder sich diese leicht beheben ließen. Die Gefahr sich durch einen Jailbreak mit Malware zu infizieren sei geringer als dies beim Rooten von Android-Telefonen der Fall ist, teilweise soll auch durch einen Jailbreak die Sicherheit vor Schadprogrammen erhöht werden. Beim Erscheinen von iOS 6 wurde in der Jailbreak-Gemeinde angemahnt, dass ein Jailbreak mehr Funktionen als ein Update auf iOS 6 bieten würde.

### Jailbreak im BSI-Überblickspapier zu iOS
Das Bundesamt für Sicherheit in der Informationstechnik (BSI) schneidet den Jailbreak in einem Überblickspapier zu iOS an und warnt vor potenziellen Gefahren, die auftreten können. Laut BSI entstehen durch einen Jailbreak zahlreiche Angriffspunkte, weil viele Sicherheitsmechanismen von Apple ausgeschaltet werden und Anwendungen und Anwender mittels root-Konto vollen Zugriff auf das Betriebssystem erhalten. root-Benutzerkonten sind jedoch bei Betriebssystemen durchaus üblich und stellen im Allgemeinen kein besonderes Gefährdungspotenzial dar – sie gestatten dem Nutzer lediglich vollkommene Kontrolle über das Betriebssystem. Ebenfalls warnt das BSI vor der Gefahr des Datendiebstahls, der dank eines Jailbreaks relativ einfach durchzuführen ist. Das Erstellen eines Speicherabbildes ist jedoch bei einem älteren iOS-Gerät auch ohne fest installierten Jailbreak problemlos möglich. Laut BSI ist es besonders bedenklich, dass Anwendungen aus unsicheren Quellen installiert werden können. Dies ist jedoch bei den meisten Betriebssystemen standardmäßig möglich. Ebenso wie viele Jailbreak-Entwickler weist auch das BSI darauf hin, das root-Kennwort von iOS zu ändern. Des Weiteren wird darauf hingewiesen, dass die Signaturprüfung von iOS durch einen Jailbreak unterbunden wird, was ein Sicherheitsrisiko darstellt. Aus diesen Gründen empfiehlt das BSI, den Jailbreak auf dienstlich genutzten iOS-Geräten zu untersagen.
Laut BSI sollen Programme, die einen Jailbreak durchführen, das Betriebssystem verändern und sich vor Erkennung schützen. Diese Ansicht impliziert die Auffassung, dass es sich bei Programmen wie z. B. Evasi0n um Malware handelt. Dies ist jedoch nicht der Fall. Um sich vor Jailbreaks auf firmeneigenen Geräten zu schützen, empfiehlt das BSI den Einsatz von Apps, die Veränderungen am iOS registrieren. Damit solche Apps korrekt ausgeführt werden können, sind jedoch Root-Rechte erforderlich, die selbst wiederum einen Jailbreak voraussetzen.